# Clavigeroniscus alticolus
Clavigeroniscus alticolus är en kräftdjursart som beskrevs av Albert Vandel 1972. Clavigeroniscus alticolus ingår i släktet Clavigeroniscus och familjen Styloniscidae. Inga underarter finns listade i Catalogue of Life.